# Palaiokastritsa
Palaiokastritsa (in greco Παλαιοκαστρίτσα? che significa piccolo vecchio castello, riferendosi ala vicina fortezza di Angelokastro) è un ex comune della Grecia nella periferia delle Isole Ionie (unità periferica di Corfù) con 4.279 abitanti secondo i dati del censimento 2001.
È stato soppresso a seguito della riforma amministrativa, detta Programma Callicrate, in vigore dal gennaio 2011 ed è ora compreso nel comune di Corfù.

## Località
È suddiviso nelle seguenti comunità (i nomi dei villaggi tra parentesi):
- Lakones (Lakones, Palaiokastritsa)

- Aleimmatades (Aleimmatades, Agia Anna)

- Gardelades

- Doukades (Doukades, Papathanatika)

- Krini

- Liapades (Liapades, Gefyra)

- Makrades (Makrades, Vistonas)

- Skripero (Skripero, Felekas)